# 甲仙地震
甲仙地震（こうせんじしん）は、2010年3月4日08時18分（台北時間）に台湾高雄県で発生したマグニチュード6.4の地震である。地震の揺れは香港や福建省でも感じられた。台湾の地震測報センターによれば、高雄県では過去100年で最大級の地震であるとしている。

## 被害
96人が負傷し、54万世帯が停電した。まだ左営発台北行の台湾高速鉄道110号が時速約300kmで走行中、南部科学工業園区台南園区の地点で1両が脱線。これが台湾高速鉄道開業以来、史上初の営業運転中の脱線事故となった。